# Долина Кагаян
Долина Кагаян (Регион II, тагал. Lambak ng Cagayan, илок. Lambak ng Cagayan) — один из 17 регионов Филиппин. Расположен в северо-восточной части острова Лусон. Административный центр — город Тугегарао, экономический центр — город Сантьяго. Район представляет собой долину между Центральной Кордильерой и хребтом Сьерра-Мадре. Самая длинная река страны — Кагаян, протекает через регион и впадает в Лусонский пролив на севере. Региону также принадлежат архипелаги Батанес и Бабуян, расположенные в Лусонском проливе.
В Кагаянской долине в провинции Калинга найдены каменные орудия и скелет разделанного древними людьми индийского носорога вида Rhinoceros philippinensis (на 13 костях были обнаружены порезы, на двух плечевых костях — удары камнем), датируемые периодом между 777 и 631 тыс. лет назад.

## Административное деление

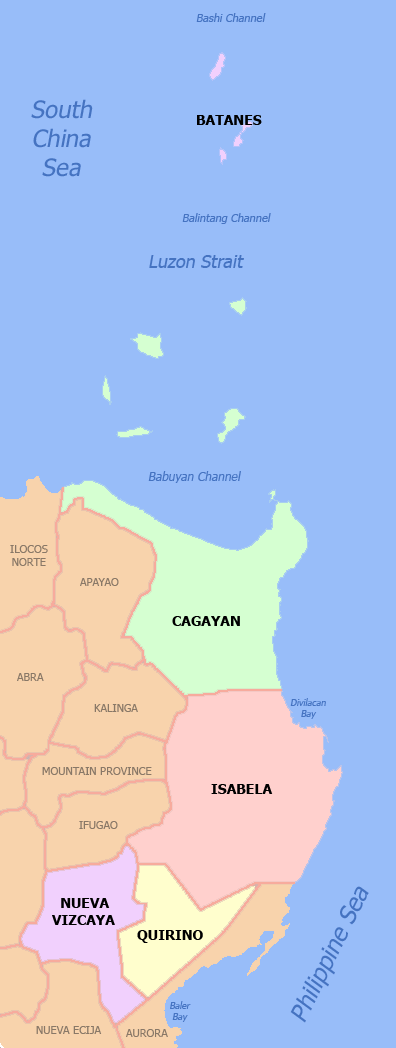
Административная карта долины Кагаян

В административном отношении делится на 5 провинций и 4 города, которые подразделяются на 89 муниципалитетов, а те в свою очередь делятся на 2311 барангаев.
| № | Провинция    | Административный центр | Площадь, км² | Население, чел. (2010) | Плотность, чел./км² |
| - | ------------ | ---------------------- | ------------ | ---------------------- | ------------------- |
| 1 | Батанес      | Баско                  | 209,3        | 16 604                 | 79,33               |
| 2 | Исабела      | Илаган                 | 10 664,6     | 1 489 645              | 139,68              |
| 3 | Кагаян       | Тугегарао              | 9002,7       | 1 124 773              | 124,94              |
| 4 | Кирино       | Кабаррогис             | 3057,2       | 176 786                | 57,83               |
| 5 | Нуэва-Виская | Байомбонг              | 3903,9       | 421 355                | 107,93              |
|   | Всего        |                        | 26 837,7     | 3 229 163              | 120,32              |